# Deutscher Nahrungs- und Genußmittelarbeiter-Verband
Der Deutsche Nahrungs- und Genußmittelarbeiter-Verband wurde 1907 als Zentralverband der Bäcker, Konditoren und Verwandter Berufsgenossen Deutschlands gegründet und 1918 umbenannt. Die freie Gewerkschaft organisierte die Arbeitnehmer in Bäckereien und verwandten Branchen im deutschen Kaiserreich und der Weimarer Republik.

## Geschichte
Die Gewerkschaft wurde am 1. Juli 1907 mit der Fusion von Verband der Bäcker und Berufsgenossen Deutschlands und des Zentralverband der Konditoren, Leb- und Pfefferküchler gegründet. Der ursprüngliche Name lautete Zentralverband der Bäcker, Konditoren und Verwandter Berufsgenossen Deutschlands und wurde nach dem Krieg in Deutscher Nahrungs- und Genußmittelarbeiter-Verband umbenannt.
Der Zentralverband war Mitglied in der Generalkommission der Gewerkschaften Deutschlands und beim 1919 gegründetem Nachfolger Allgemeiner Deutscher Gewerkschaftsbund. Die Gewerkschaft organisierte vom 24. bis 25. August 1907 eine internationale Konferenz in Stuttgart, auf der die Internationale Vereinigung der Verbände der Bäcker, Konditoren und Verwandten Berufsgenossen gegründet wurde.
Bis 1922 wurde für die Mitglieder die Bäcker- und Konditoren-Zeitung und danach die Einigkeit herausgegeben. Das Mitgliedermagazin der Gewerkschaft Nahrung-Genuss-Gaststätten trägt noch Heute den Titel einigkeit.
Auf einer außerordentlichen Generalversammlung im September 1927 in Leipzig beschlossen die vier Verbände Verband der Lebensmittel- und Getränkearbeiter Deutschlands, Verband der Böttcher, Weinküfer und Hilfsarbeiter Deutschlands, Zentralverband der Fleischer und Berufsgenossen Deutschlands und der Deutsche Nahrungs- und Genußmittelarbeiter-Verband eine gemeinsame Gewerkschaft zu gründen. Am 24. September 1927 wurden die vier bisherigen Verbände aufgelöst und deren Nachfolger Verband der Nahrungsmittel- und Getränkearbeiter entstand.

## Vorsitzende
- 1907–1918: Oskar Allmann
- 1918–1927: Josef Diermeier